# Gà nòi

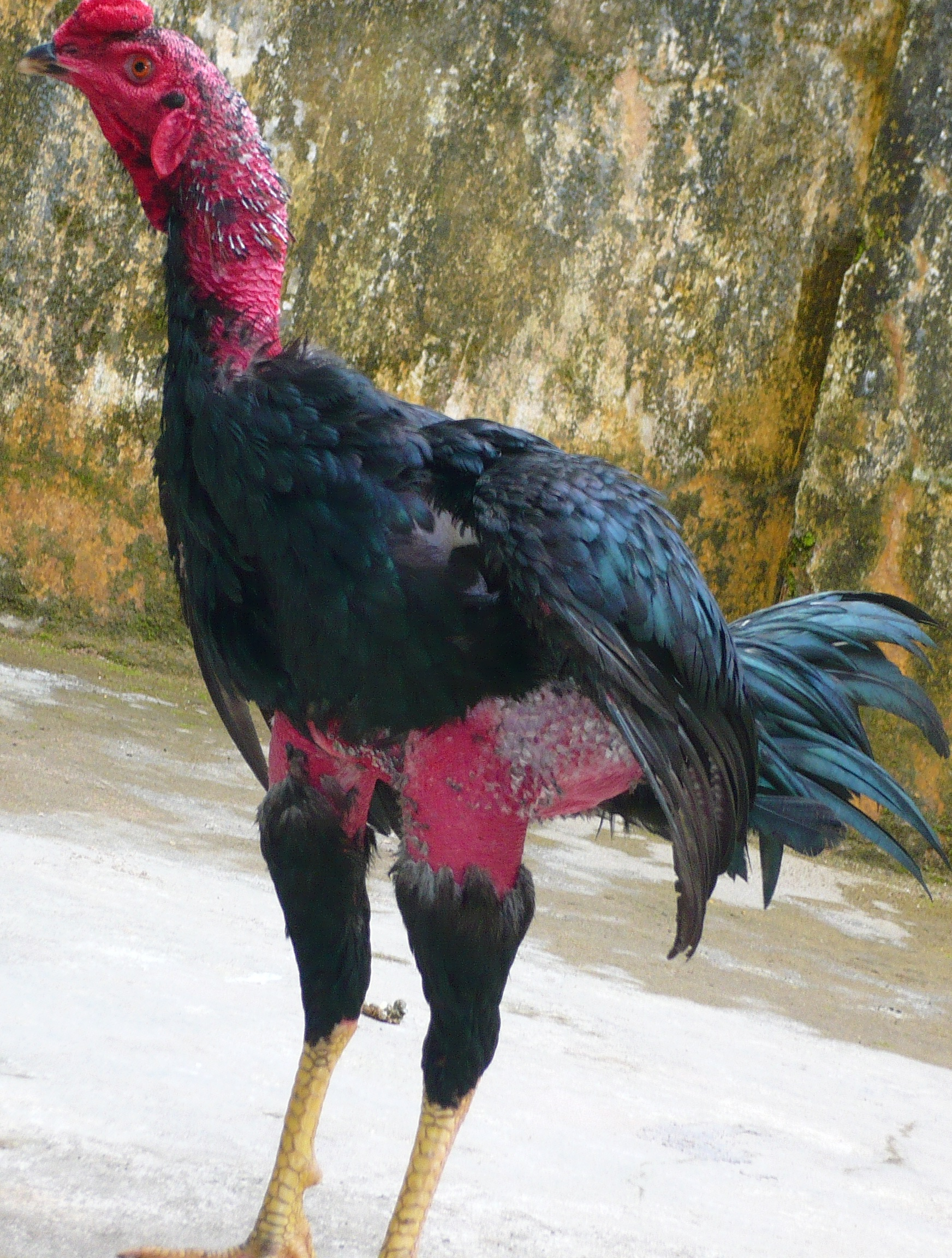
Một con gà nòi

Gà nòi  là một giống gà  nội địa của Việt Nam được nuôi phục vụ cho những trận chọi gà. Gà nòi là giống gà thuộc nhóm gà trọc đầu. Giống gà này đã được xuất khẩu ra thế giới từ trước thập niên 1990, nhưng chưa được Hoa Kỳ công nhận là một giống gà tiêu chuẩn. Gà nòi là một trong ba giống gà có khả năng chiến đấu của Việt Nam gồm gà nòi, gà tre và gà rừng, trong đó gà nòi và gà tre là giống gà nhà, trong khi gà rừng thuộc loài hoang dã và chỉ chiến đấu trong tự nhiên. Gà nòi có khí chất cương mãnh, dáng vẻ hùng dũng, oai vệ, tính chiến đấu cao và những miếng đánh hiểm hóc, đẹp mắt và là một trong những giống gà tiêu biểu của Việt Nam.

## Các giống
Qua quá trình lai tạo và chọn giống, ở Việt Nam có một số giống gà nòi nổi tiếng được những người đá gà yêu chuộng. Ở Việt Nam mỗi địa phương đều có giống gà nòi nổi tiếng. Gà đòn như thần quyền, thì gà cựa thiên về đao pháp (cựa) cho nên mức độ sát thương cao hơn, ăn thua nhanh hơn. Lối đánh nhanh và đẹp hơn. Gà đòn thì thiên về đòn thế, sức lực. Một con gà đòn hay và thành danh, là một khẳng định giá trị của một Tông gà (bổn) và giá trị danh tiếng của sư kê. Cho nên người ta chọi gà đòn còn vì danh dự hơn là mức độ ăn thua về tiền cuộc. Gà đòn Việt Nam đã đóng lại phần các giống gà Việt Nam. Có thể phân biệt rõ ràng dòng gà Việt Nam với các dòng đòn khác. Ngoài ra còn có giống gà chín cựa huấn luyện thành gà nòi, con gà giống chín cựa đất thủy tổ là một con gà chọi chính cống với đặc điểm hiếu chiến và hung dữ. Tuy có chín cựa nhưng nó chưa đủ để thành một thần kê trong truyền thuyết vì vóc dáng xấu, lông ngắn, chân chì.

### Miền Bắc và Trung

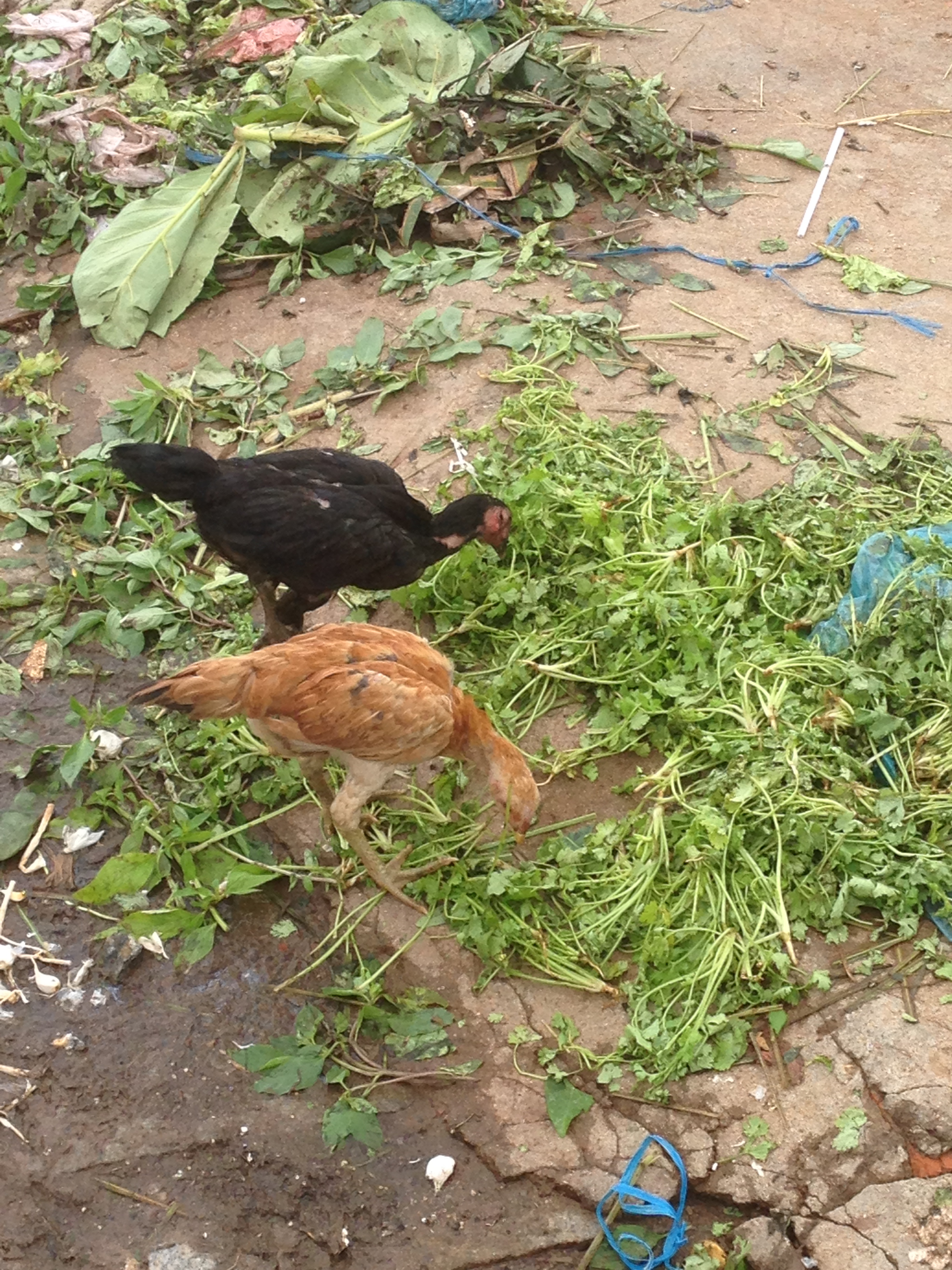
Hai con gà nòi ở Quảng Ngãi thuộc nòi gà sông Vệ

Miền Bắc có gà Thổ hà (Bắc Giang) Đồ Sơn (Hải Phòng), Nghi Tàm, Nghĩa Đô, Vân Hồ (Hà Nội) ngoài ra tại đa số các tỉnh như Bắc Ninh, Thái Nguyên, Phú thọ, Sơn La, Đô Lương - Nghệ An đều có các dòng gà nòi riêng. Miền Trung có nhiều lò gà tên tuổi: Ninh Thuận có gà Phan Rang; Khánh Hoà có gà Vạn Giã, Gò Dúi; Quảng Ngãi có gà Sông Vệ, Sa Huỳnh, đặc biệt ở Bình Định nổi tiếng gà đòn, thế. Nếu đá gà liên tỉnh, các nơi gặp gà chọi Bình Định phải thận trọng. Bình Định có nhiều lò gà nổi danh: Hoài Nhơn có gà Hoài Châu, Kim Giao (Hoài Hải); Hoài Ân có gà Mộc Bài (Ân Phong); Phù Cát có gà Cát Chánh; Tuy Phước có gà Gò Bồi; Quy Nhơn có gà Phú Tài, đặc biệt Tây Sơn có gà Bắc Sông Kôn (dòng gà Nguyễn Lữ lưu truyền).
Gà đòn thường được nuôi ở khu vực phía Bắc, miền Trung, có trọng lượng chừng 2,8 kg-4,0 kg. dùng đòn để đánh gà đối phương đến khi thắng. Gà nòi đòn là giống gà trụi cổ và là giống gà cổ xưa. Gà đòn là giống gà cổ trụi, chân cao, cốt lớn dùng để đá chân trơn, hoặc bịt cựa, đây là giống gà tổ tiên của dòng gà chọi. Gà đòn có thể trạng khá lớn so với các dòng gà khác, Gan lỳ và dũng mãnh, tuy không nhanh nhẹn như dòng gà nòi cựa, nhưng đòn đá rất mạnh. Ngày nay hầu hết các tỉnh phía bắc Việt Nam vẫn còn duy trì chọi gà đòn như một nét văn hóa cổ truyền, tuy nhiên Gà đòn lại chỉ thịnh hành từ miền Trung ra Bắc, trong Nam ít thấy gà đòn, mặc dù vậy vẫn có thể tìm thấy một số ở Hóc môn Bà Điểm và Cao Lãnh Đồng tháp. Ngược lại dòng gà cựa cũng chĩ thịnh hành ở miền Nam. Gà đòn có hai dòng rõ rệt dòng mã chĩ (mả Kim) và dòng mã lại (mã mái).

### Miền Nam
Miền Nam có gà Chợ Lách (Bến Tre), gà Cao Lãnh (Đồng Tháp), gà Châu Đốc (An Giang), gà Bà Điểm. Tuy nhiên ở miền Nam chủ yếu đá gà cựa. Đá gà cựa là một hình thức sát phạt, người ta thường mua cựa sắt tra vào chân gà hoặc chuốt cựa gà thật bén. Chơi gà cựa thiên về ăn thua, không chiêm ngưỡng được tài nghệ của gà. Gà nòi cựa hay còn gọi là gà nòi, nhưng để phân biệt với giống gà nòi của Miền bắc, nên có nhiều nơi người ta gọi là gà cựa, hay gà nòi cựa, xuất xứ của nó là do những di dân từ Chiêm Thành khai phá vào miền Nam, khi đi họ mang theo lương thực là những giống gia cầm, một số đã sống sót và phát triển nên dòng gà nòi ngày nay.
Gà chọi bíp có nguồn gốc từ miền Nam với đặc tính là rất "máu" đá nhau. Gà được 7 ngày tuổi đã bắt đầu biết chọi đá. Khi gà này nặng khoảng 1 kg thì bắt đầu rụng lông, da chuyển sang đỏ. Con trống có thân hình vạm vỡ hơn con mái với đôi chân cao chắc khỏe, mào to, mắt sắc, da đỏ rực. Có tên là gà chọi bíp vì giống gà này thường ngủ trên cây, chỉ ăn thóc, gạo hiệu con Bim Bíp. Trước đây, gà chọi bíp thường được nuôi để đem chọi tại các lễ hội, nhưng nhiều năm gần đây, giống gà này còn được lùng mua để ăn hoặc làm quà biếu trong các dịp Tết. Một trong những nguyên nhân khiến loại gà này được săn lùng nhiều là bởi chất lượng thịt thơm ngon, săn chắc, chế biến được nhiều món khác nhau như xào lăn, luộc, nấu đông. 

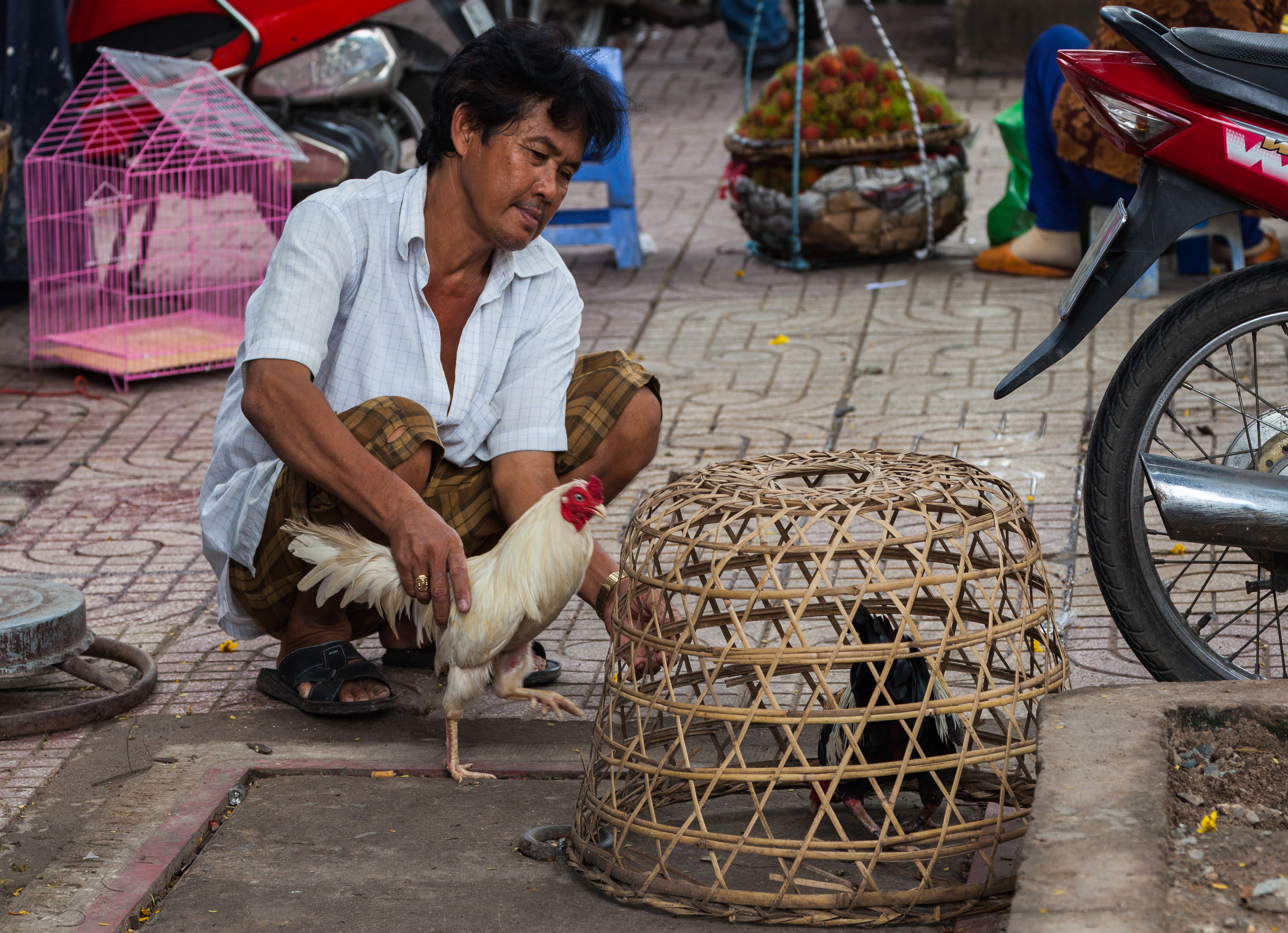
Một con gà Cao Lãnh tại Thành phố Hồ Chí Minh

Đây có thể nói là một giống tốt. Sắc lông chúng đa dạng đủ màu sắc, hình dáng thanh tú, hùng dũng, đặc biệt có cặp cựa dài và rất gan dạ hiếu chiến. Đặc biệt rất nhanh nhẹn. Thịt gà nòi ngon, sản lượng trứng không nhìêu mỗi lứa chỉ từ 7-12 trứng. nhưng người nuôi gà nòi chỉ chú ý chúng như một dòng gà chọi. Nuôi và cung cấp gà chọi là một nghề đang ăn nên làm ra tại nông thôn miền nam. Người ta nuôi và gắn cho chúng một cặp cựa sắc khi đá. Đá gà trong Nam thường gắn liền với tiền cược, có khi lên rất cao. Gà cựa thường thấy chủ yếu nuôi ở khu vực phía Nam, gà được đá có cựa nguyên hoặc là cựa bằng kim loại gắn vào chân khi cho đá với gà đối phương, trận đấu của gà cựa thường diễn ra nhanh hơn của gà đòn, gà cựa có trọng lượng nhỏ hơn thường là dưới 3,0 kg.
Gà nòi Chợ Lách có những độc đáo riêng. Thời trước ở Chợ Lách đã có những trường gà chơi "chọi gà nghệ thuật". Với điều kiện tự nhiên, khí hậu thuận lợi và hết sức đặc thù nên nghề nuôi gà nòi đã xuất hiện nơi này từ khá lâu. Chợ Lách cũng là một trong những nơi giữ được nguồn gien của các giống gà nòi quý hiếm. Để tạo ra gà giống tốt thì vấn đề quan trọng là phải biết chọn gà mái chất lượng, đi kèm với gà trống tuyệt hảo để lai tạo. Gà mái phải có ngoại hình khỏe mạnh, hung hăng để di truyền tính mạnh mẽ sang đàn con, còn gà trống thì phải có thể chất tốt, gan lỳ, chịu đòn và tránh đòn nhanh lẹ. Gần đây, có một số cơ sở còn tìm tòi những giống gà hảo hạng từ nước ngoài nhập về để "phối giống" với gà Chợ Lách, nhằm tạo ra những giống gà mới to khỏe hơn, hay hơn

## Chọn gà

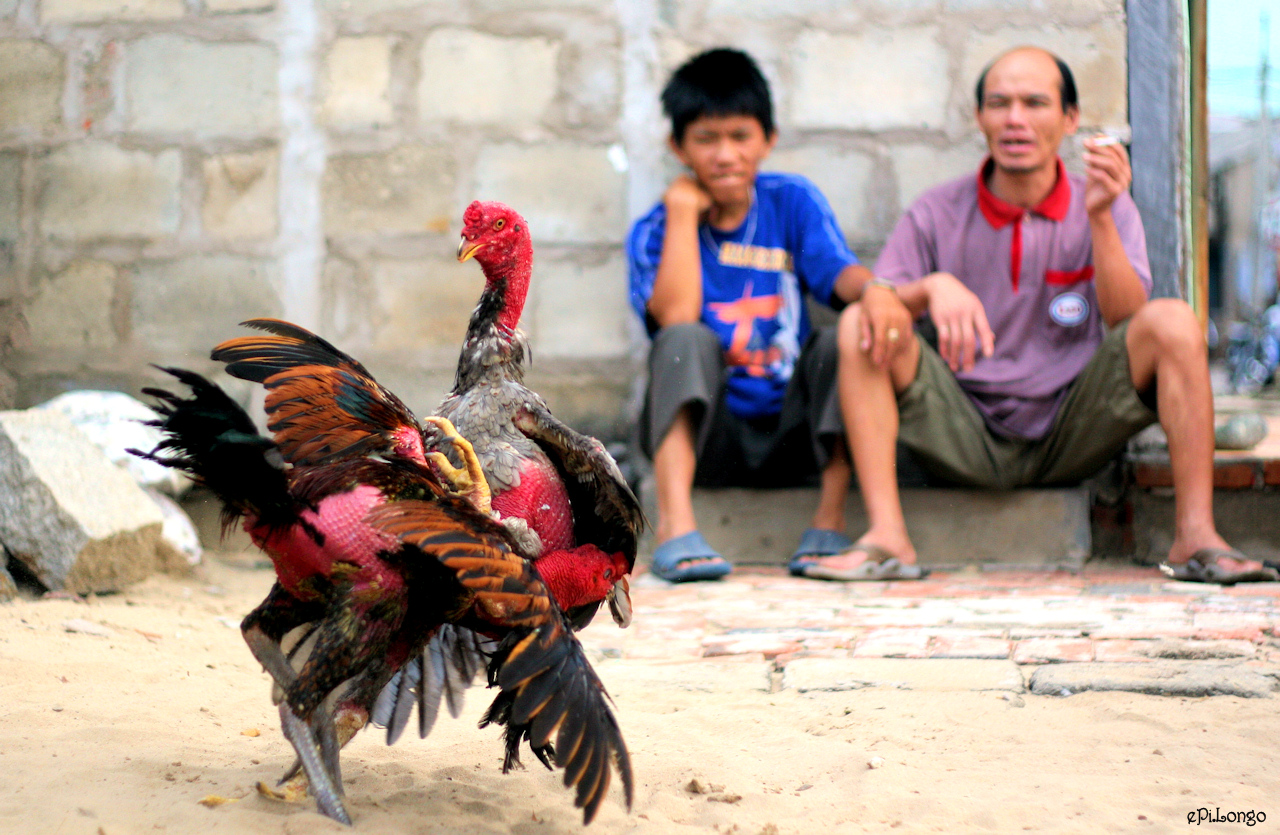
Chọi gà tại Việt Nam

Gà đá quan trọng nhất là tông mái. Gà mái nòi, chủ không bao giờ bán mà chỉ tặng, biếu cho người rất thân để giữ giống, giữ tông chó giống cha, gà gống mẹ là vậy. Những con gà tài chịu đòn giỏi, sức bền, có nhiều thế độc là do gà mẹ di truyền. Gà nòi cha cũng quan trọng, gà cha cũng phải tài, ăn nhiều độ, chưa thua thì mới sinh ra được gà tài, gà hay. Thường một đám gà con khi tuyển chọn cũng chỉ được một vài con gà tài. Chọn gà tài trước tiên là xem hình dáng, tướng mạo, xét kỹ 5 bộ phận trên mình gà, gọi là ngũ thường, ngoài ra phải xem kỹ chân gà (xem giò xem cẳng). Ngũ thường gồm:
- Mỏ to thẳng, miệng rộng, đầu mồng dâu, mắt chữ điền.
- Cổ to, dài, thẳng.
- Lưng rộng, cánh dài.
- Đùi to, phần đùi dài hơn phần cán.
- Chân thanh, ngón thắt, vảy mỏng - khô.

Về chọn màu lông, trong các loại màu ô, xám, tía, nhạn, cải, ó... thông thường có 3 màu lông phổ biến: ô, tía, xám. Gà màu ô phải là ô ướt hoặc ô toàn sắc; gà tía phải là tía mật ngã màu đen; gà xám phải là xám khô, dân gian mới có câu rằng: Nhứt điều ô, nhì xám khô, ba ô ướt. Nếu như chọn gà xám, không nên chọn gà chân trắng, vì gà xám chân trắng sức không bền, dễ thua, ngược lại gà tía chân trắng thì hay, bén đòn nên có những câu: Gà ô chân trắng mẹ mắng cũng mua/Gà trắng chân chì mua chi giống ấy.Nếu chọn được tía ngũ sắc (năm màu lông) chân trắng, thì khó có gà nào địch nổi, trừ thần kê. Chỉ giống gà ô mới có thần kê, vậy mới có câu: Gà ô chân trắng mỏ ngà/đá đâu thắng đấy gọi là thần kê. Tuy nhiên, có câu "dị kỳ tướng tất hữu kỳ tài", cũng có trường hợp gà có dị tật nhưng có tài. Ngoài ra con gà nào gáy 7 tiếng trở lên nhưng gáy giật từng tiếng, đó cũng là thần kê. Người ta nói: "Con gà tức nhau tiếng gáy".
Chọn vảy gà hay, gà tài rất quan trọng. Đòn, thế đá của gà hay, gà tài thường thể hiện trên vảy ở hai chân. Có hằng trăm loại vảy tốt khác nhau, nhưng tiêu biểu là các loại vảy: tứ trụ, liên chu, liên giáp nội, đại giáp, tam tài, trường thành, huỳnh kiều, xuyên thành giáp, chân lông vảy loạn, án thiên đệ nhất, án địa (địa phủ), giao long (hai hàng trơn), lục đinh (3 cựa mỗi chân), nếu lục đinh co 2 cua rung rinh ga ay moi quy; đặc biệt gà có vảy "đệ nhất thần đao" (linh giáp tử) được gọi là linh kê...
Tuy nhiên chọn gà cho được một trong các loại vảy trên cũng rất khó. Có một số đặc điểm đặc biệt của gà tài mà chỉ có chủ mới biết: gà có vảy "yểm long", vảy này rất nhỏ nằm núp dưới một vảy của ngón chân nội hoặc ngoại, vảy này cũng được gọi "dặm đầu tằm" hoặc "lưỡi đầu rồng" nếu vảy núp dưới ngón ngọ (ngón giữa) gọi là vảy "núp đấu" gà có vảy "yểm long" là gà chiến, có nhiều đòn hiểm; gà có bớt lưỡi (bớt son tốt hơn bớt đen), cũng là gà quý. Gà lông voi cũng là gà tài: lông cứng, dẻo, xoắn như dây thép thường mọc 1 lông ở đuôi, hoặc 2 lông ở 2 cánh.
Trong dân gian truyền rằng gà ba giái, hoặc một giái cũng là gà tài. Chọn gà tài còn xem cả cách đi, dáng đứng: "Nhất thời hốt cát vãi ra/ Nhì thời lắc mặt, thứ ba né lồng". Hốt cát vãi ra là khi bước các ngón chân gà chụm lại quăng về phía trước. Lắc mặt: là khi đi hoặc đứng gà luôn luôn lắc mặt trừ khi ngủ, hoặc đang thi đấu. Gà né lồng: là gà khi úp giỏ thường bò sát đất né cái bóng của lồng úp.
Người sành chơi còn chọn gà khi ngủ: Gà ngủ trên cây thòng đầu xuống đất, hoặc ngủ dưới đất trải dài cổ, xoãi cánh là kiểu "ngủ đầu xà", hay "tử mỵ", gà này cũng thuộc loại hiếm quý, gan dạ, đại tài. Nhưng quan trọng nhất trong gà đá là đòn và thế. Ở miền Trung, cựa gà được bịt bằng băng keo, chủ yếu để gà dùng đòn, thế thi đấu, hạn chế đấu cựa. Những thế đòn tốt là: cột kèo hai bên đá sỏ ngang, hoặc đá bản lưng (mã kỵ); gà đi dưới thì luồn lách đâm lườn, xỏ vỉa hoặc đá mé hầu. Một số đòn thế khác như đá khấu, mé, cần ba, quăng chân không cũng là những đòn thế hiểm.
Gà chạy kiệu cũng là loại gà tài: khi xáp trận gà kiệu chỉ tranh đá đối phương một vài hiệp rồi bỏ đối phương chạy vòng theo di (mành), đối phương chạy theo thì quay lại đá tạt vào mặt khiến đối phương phải đui mắt hoặc gãy mỏ; song quý nhất trong giao đấu là loại gà biết sinh thế, bất kỳ các loại thế nào của đối phương cũng ứng tác để trừ và sinh thế khác đánh trả....

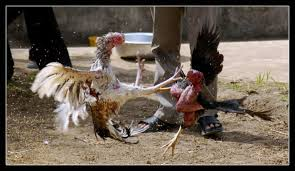
Những con gà hay

## Chọi gà
Gà nòi được nuôi quanh năm nhưng dịp Tết vẫn là mùa làm ăn cao điểm nhất là nhu cầu gà để chọi. Người nuôi gà nòi bán giá 1-2 triệu đồng/con, thậm chí những con gà "chiến" bán tới hàng chục triệu đồng/con, nhiều hộ gia đình vươn lên từ nghề nuôi gà nòi.